# Filip Đorđević
Filip Đorđević (ur. 28 września 1987 w Belgradzie) – piłkarz serbski grający na pozycji napastnika.

## Kariera klubowa
Karierę piłkarską Đorđević rozpoczął w stolicy Serbii, Belgradzie, w tamtejszym klubie FK Crvena zvezda Belgrad. W sezonie 2004/2005 zadebiutował w jego barwach w Superlidze, jednak w pierwszych dwóch sezonach wystąpił tylko w 4 ligowych spotkaniach. W 2006 roku został ze Crveną Zvezdą mistrzem kraju. Latem 2006 został wypożyczony do innego belgradzkiego klubu, Radu. Przez rok występował w pierwszej lidze serbskiej i był najlepszym strzelcem zespołu z 16 golami. Początek sezonu 2007/2008 spędził już w Crvenej Zvezdzie.
Na początku 2008 roku Đorđević został sprzedany za półtora miliona euro do francuskiego FC Nantes. 11 stycznia zadebiutował w Ligue 2 w wygranym 2:1 domowym meczu z LB Châteauroux. Do końca sezonu strzelił 7 goli w lidze i przyczynił się do awansu "Kanarków" do Ligue 1. W pierwszej lidze Francji swój debiut zaliczył 9 sierpnia 2008 przeciwko AJ Auxerre (1:2).
Latem 2014 Đorđević przeszedł do S.S. Lazio.
| Sezon   | Klub                     | Kraj                | Rozgrywki  | Mecze | Bramki | Rozgrywki Europy                    | Mecze | Bramki |
| ------- | ------------------------ | ------------------- | ---------- | ----- | ------ | ----------------------------------- | ----- | ------ |
| 2004/05 | FK Crvena zvezda Belgrad | Serbia i Czarnogóra | Super liga | 3     | 0      | -                                   | -     | -      |
| 2005/06 | FK Crvena zvezda Belgrad | Serbia i Czarnogóra | Super liga | 1     | 0      | -                                   | -     | -      |
| 2006/07 | FK Rad                   | Serbia              | Prva Liga  | 35    | 16     | -                                   | -     | -      |
| 2007/08 | FK Crvena zvezda Belgrad | Serbia              | Super liga | 7     | 0      | Liga Mistrzów UEFA Liga Europy UEFA | 3 3   | 0 0    |
| 2007/08 | FC Nantes                | Francja             | Ligue 2    | 18    | 7      | -                                   | -     | -      |
| 2008/09 | FC Nantes                | Francja             | Ligue 2    | 19    | 2      | -                                   | -     | -      |
| 2009/10 | FC Nantes                | Francja             | Ligue 2    | 19    | 2      | -                                   | -     | -      |
| 2010/11 | FC Nantes                | Francja             | Ligue 2    | 36    | 12     | -                                   | -     | -      |
| 2011/12 | FC Nantes                | Francja             | Ligue 2    | 28    | 6      | -                                   | -     | -      |
| 2012/13 | FC Nantes                | Francja             | Ligue 2    | 34    | 20     | -                                   | -     | -      |
| 2013/14 | FC Nantes                | Francja             | Ligue 1    | 34    | 10     | -                                   | -     | -      |
| 2014/15 | S.S. Lazio               | Włochy              | Serie A    | 0     | 0      |                                     |       |        |

## Kariera reprezentacyjna
Do reprezentacji Serbii Đorđević został po raz pierwszy powołany w 2007 roku na mecz eliminacji do Euro 2008 z Kazachstanem, który odbył się 24 listopada. Đorđević nie wystąpił jednak w tym spotkaniu. Ostatecznie w kadrze narodowej zadebiutował 14 listopada w wygranym 3:1 towarzyskim meczu z Chile.